# دومينغوس كوينا
دومينغوس كوينا (بالبرتغالية: Domingos Quina‏) (18 نوفمبر 1999 بغينيا بيساو - ) هو لاعب كرة قدم هولندي في مركز الوسط. لعب مع وست هام يونايتد.

## وصلات خارجية
- دومينغوس كوينا على موقع الاتحاد الأوربي (الإنجليزية)
- دومينغوس كوينا على موقع قاعدة بيانات كرة القدم.إي يو (الإنجليزية)
- دومينغوس كوينا على موقع Soccerbase.com (لاعب) (الإنجليزية)
- دومينغوس كوينا على موقع Soccerway.com (الإنجليزية)
- دومينغوس كوينا على موقع عالم كرة القدم.نت (الإنجليزية)
- دومينغوس كوينا على موقع AS.com (الإسبانية)